# International Emmy Awards
Les International Emmy Awards sont des récompenses de télévision décernées par la International Academy of Television Arts and Sciences en l'honneur de l'excellence dans les programmes de télévision diffusés originairement hors des États-Unis.
Les cérémonies se déroulent au cours de l’International Emmy Awards Gala, tenu chaque année en novembre à l'hôtel Hilton de New York.
En plus du Gala, l'International Academy produit le Festival international de la télévision du monde (International Emmy World Television Festival).

## Historique
Les International Emmy Awards sont considérés comme le plus grand événement du marché de la télévision dans le monde, et sa mission est de reconnaître l'excellence des contenus produits exclusivement pour la télévision en dehors des États-Unis, ainsi que des productions de non-anglais fait pour la télévision américaine.

## Catégories de récompense

### International Emmy Awards
Se déroulent à New York en novembre.
- International Emmy Award du meilleur acteur (Best Performance by an Actor)
- International Emmy Award de la meilleure actrice (Best Performance by an Actress)
- Meilleure série dramatique (Best Drama Series)
- Meilleure comédie (Best Comedy)
- Meilleure mini-série ou meilleur téléfilm (Best TV Movie/Mini-Series)
- Meilleure série au format court  (Best Short-Form Series)
- Meilleure telenovela (Best Telenovela)
- Meilleur documentaire (Best Documentary)
- Meilleur documentaire sportif (Best Sports Documentary)
- Meilleur programme artistique (Best Arts Programming)
- Meilleur programme de divertissement non-scénarisé (Best Non-Scripted Entertainment)
- International Emmy Directorate Award
- International Emmy Founders Award

### International Emmy Kids Awards
Se déroulent à New York en novembre.
- Meilleure série d'animation (Kids: Animation)
- Meilleur programme factuel & divertissement (Kids: Factual & Entertainment)
- Meilleure série (Kids: Series Live-action)

### International Emmy Awards Current Affairs & News
Se déroulent à New York en octobre depuis 2007.
- Meilleur programme d'actualités (Current Affairs)
- Meilleur programme d'informations (News)